# Kościół ewangelicki w Lwówku Śląskim
Wieża kościoła ewangelickiego w Lwówku Śląskim (pot. Czarna Wieża) – kościół, który znajdował się w Lwówku Śląskim, w województwie dolnośląskim. Kościół został zburzony w 1972 roku. Pozostała jedynie wieża zwana potocznie „Czarną Wieżą”.

## Historia

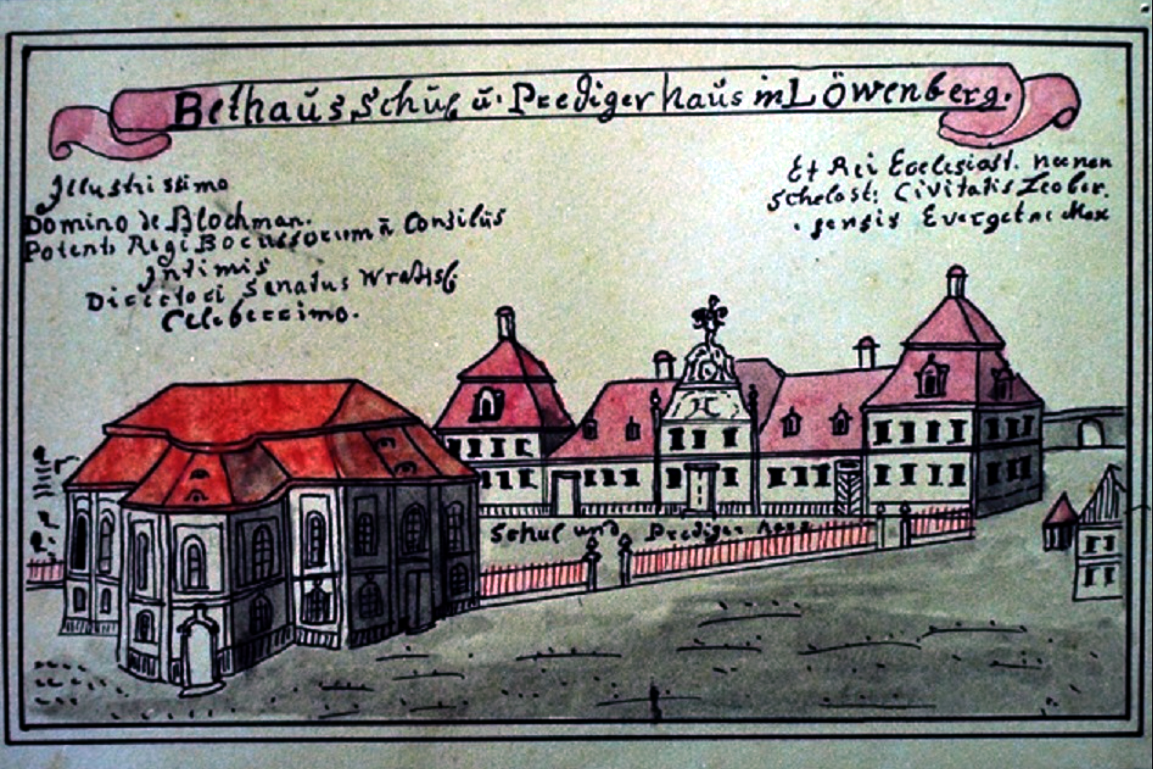
Kościół ewangelicki i szkoła przykościelna z pastorówką przed wybudowaniem Czarnej Wieży

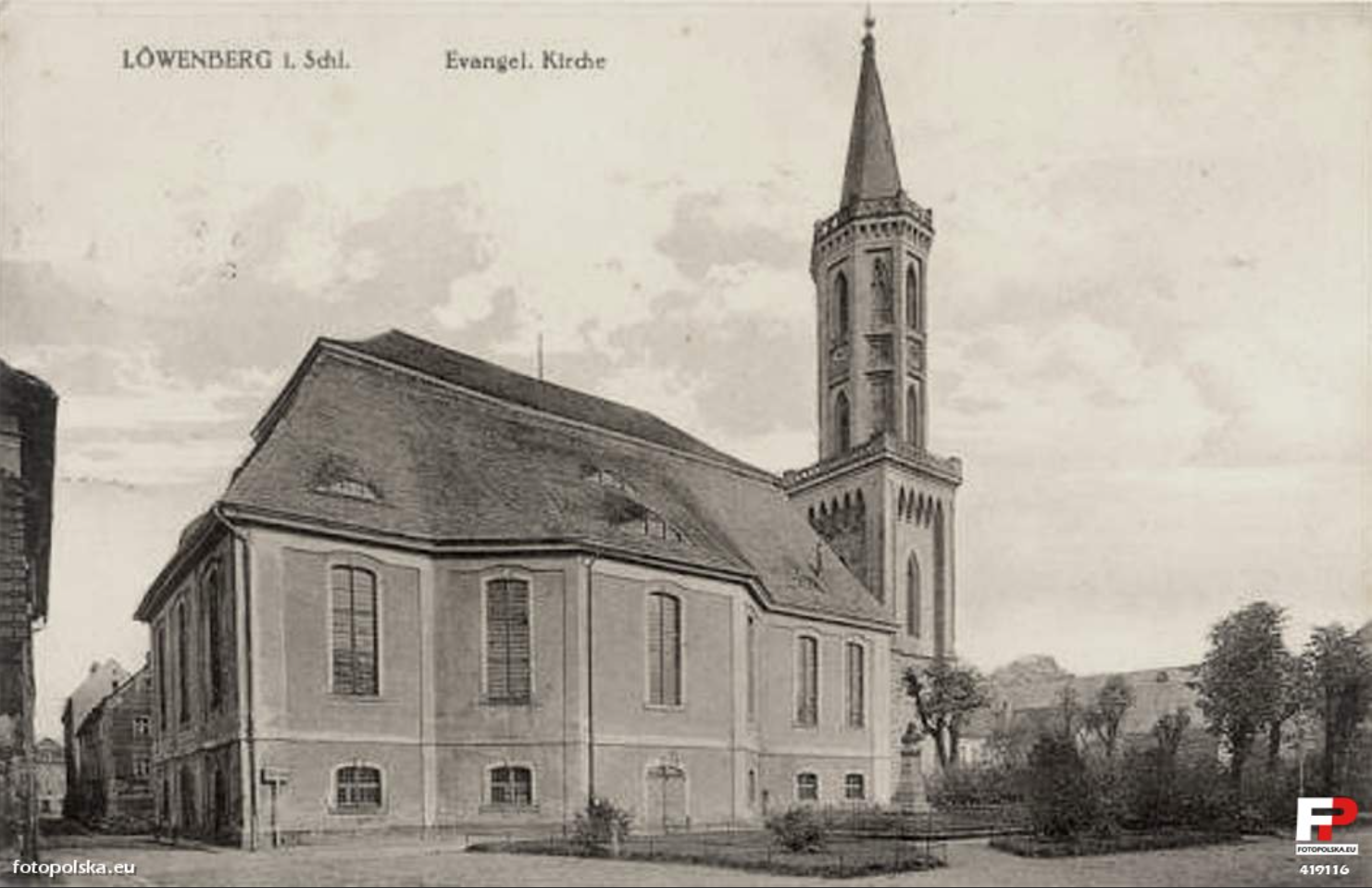
Kościół ewangelicki w Lwówku Śląskim wraz z Czarną Wieżą i widocznym pomnikiem Marcina Lutra

### Kościół

#### Charakterystyka
Budynek kościoła imponował rozmiarami, jednak sprawiał skromne wrażenie w kontekście walorów estetycznych. Owalna przestrzeń kościoła z charakterystycznymi, wielkimi piętrowymi emporami zamykała się od zewnątrz, w bryłę na planie wydłużonego wieloboku. Wnętrze kościoła było pomalowane na biało i złoto. W centralnej części wschodniej strony domu modlitwy umieszczono zdobiony ołtarz oraz drewniany herb miasta wykonany na wzór tego z 1501 roku. Z zewnątrz świątynię pokryto żółtym tynkiem, a ożywiono jedynie gładkimi opaskami wysokich okien i portali. Ciężka i zdaniem ówczesnych mieszkańców nieciekawa bryła z dachem pokrytym łupkiem dość brutalnie wdziera się w architekturę miasta zaburzając harmonię jego tkanki, wyraźnie nie pasując do otoczenia.

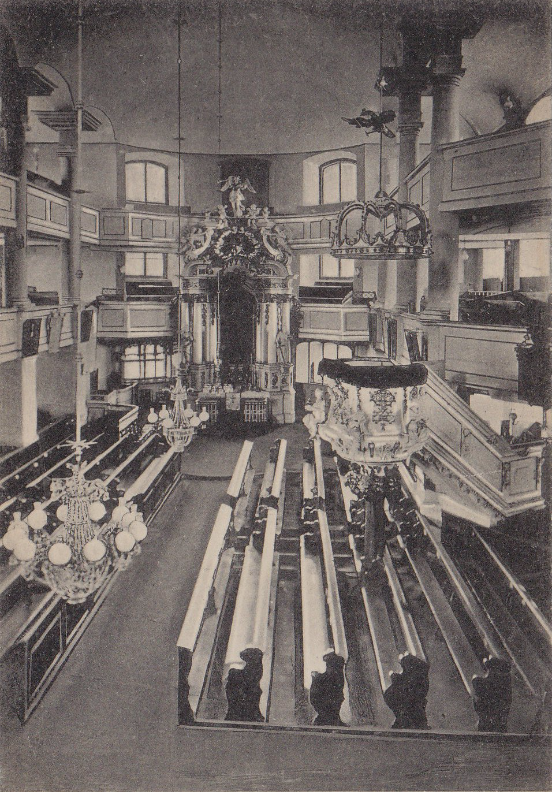
Wnętrze kościoła ewangelickiego z widokiem na ołtarz

#### Historia
Prześladowani od czasów wojny trzydziestoletniej protestanci dopiero pod rządami pruskimi uzyskali pełne swobody religijne. Nowy, murowany kościół w Lwówku Śląskim, zbudowany na miejscu dawnej farbiarni, powstał w latach 1746–1748. Do 1754 r. trwało urządzanie wnętrza świątyni. Autorem projektu budowli oraz nadzorcą jej wykonania był architekt Karol Scholz (Carl Schulz). Ważniejsze prace naprawcze kościoła miały miejsce już w latach 1799–1803. W 1880 r. ponownie odnowiono kościół. Podczas II wojny światowej kościół i wieża nie zostały zniszczone. Zdewastowane zostało jedynie ich wnętrze, rozkradzione i zniszczone przez wojska sowieckie i osiedlających się w Lwówku Śląskim Polaków. Po przymusowym wysiedleniu Niemców w 1945 roku kościół został opuszczony. Opuszczona i zdewastowana świątynia niszczała i ostatecznie, z wyłączeniem wieży, została wysadzona 14 kwietnia 1972 r. W miejscu kościoła istnieje współcześnie zabudowa o charakterze mieszkalno-usługowym i garaże.

#### Szkoła
Od 1748 do 1764 r., z przerwami, trwało wznoszenie przykościelnego budynku, przeznaczonego na pastorówkę i przykościelną szkołę. W 1892 r. wyremontowano szkołę. W powojennej ruinie dawnej szkoły zachowały się mury obwodowe, a także skromny późnobarokowy portal z tablicą fundacyjną z 1748 r. Druga wojna światowa zamieniła budynek szkoły w ruinę.

### Wieża

#### Charakterystyka
Czterokondygnacyjna budowla na planie kwadratu została nakryta ostrosłupowym, iglicowym hełmem. Dwie niższe kondygnacje są wzmocnione w narożach masywnymi lizenami, a na ich zwieńczeniu znajduje się galeria z kamienną, ażurową balustradą, wspartą na profilowanym gzymsie z arkadowym fryzem poniżej. Dwie górne kondygnacje mają kształt ośmioboczny, z delikatnymi lizenami w narożach i balustradą wokół dachu hełmowego, wspartą na konsolach. W przyziemiu, po północnej stronie wieży, umieszczono uskokowy, ostrołuczny portal. Wydłużone otwory okienne w dwóch wyższych kondygnacjach, również zamknięte ostrym łukiem, są rozdzielone maswerkowymi blendami, pomiędzy którymi umieszczono tarcze zegara. Na południowej elewacji przyziemia widoczny jest ślad po prostokątnej tablicy fundacyjnej.

#### Historia
Piaskowcowa, wolnostojąca wieża dzwonnicy w stylu neogotyckim została dobudowana po wschodniej stronie kościoła w latach 1846–1848. Wieża usytuowana jest w południowej części centrum miasta, w południowej pierzei ulicy Bronisława Malinowskiego będąc nieco cofnięta względem linii zabudowy. W 1972 r. podjęto decyzję o wysadzeniu kościoła. Ocalała tylko kamienna wieża, gdyż jej zawalenie groziło uszkodzeniem kilku znajdujących się w pobliżu domów mieszkalnych. Po latach wieża zaczęła przybierać coraz ciemniejszy kolor, głównie od dymu z kominów znajdującego się w pobliżu Browaru Lwówek. Odtąd nosi nazwę „Czarnej Wieży”. Budowla stanowi charakterystyczny punkt w panoramie miasta, wyróżnia się także bogatym detalem kamieniarskim. 
Pod koniec 2008 roku wieża została sprzedana prywatnym inwestorom z przeznaczeniem na hotel, restaurację oraz punkt widokowy. W ostatnich latach, w związku z adaptacją do nowej funkcji, do zabytku dostawiono od południa oraz wschodu dwukondygnacyjny pawilon będący niewielkim pensjonatem z apartamentami na wynajem.
Wieża ma 60 metrów wysokości i jest najwyższą wieżą w Lwówku Śląskim.

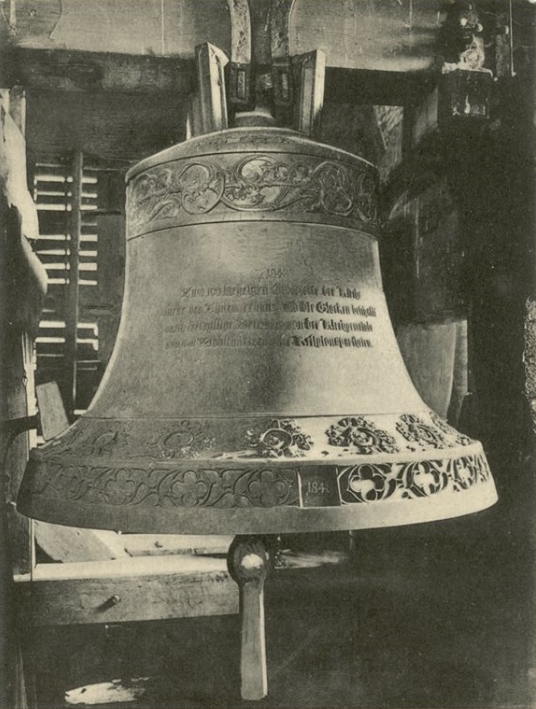
Ocalały w II wojnie światowej dzwon nr 2 kościoła ewangelickiego, znajdujący się obecnie w Königswinter

#### Dzwon
Jeden z czterech masywnych dzwonów, który kiedyś wisiał w kościele ewangelickim w Lwówku Śląskim, przetrwał wyburzenie świątyni i można go podziwiać do dziś. Został odlany w 1848 roku i miał szczęście, że nie został przetopiony na broń podczas II wojny światowej. Metale ciężkie, takie jak cynk, brąz i miedź, były wówczas niezwykle ważne dla przemysłu zbrojeniowego. Bardzo niewiele dzwonów uniknęło tego tragicznego losu, dlatego dzwon z Lwówka Śląskiego jest tak wyjątkowy. W 1945 roku, po zakończeniu wojny, jedynie 10% dzwonów przejętych przez Niemców na ziemiach polskich nie zostało przetopionych. Były one przechowywane na tzw. „cmentarzyskach dzwonów”, z których największe znajdowało się w Hamburgu. Odnalezione tam dzwony starano się przywrócić do ich pierwotnych kościołów lub przenieść do innych parafii, gdzie brakowało dzwonów. Dzwon z Lwówka Śląskiego trafił jednak nie do kościoła, lecz do ogrodu Haus Schlesien w miejscowości Königswinter, oddalonej o około 15 km od Bonn.